# Al-Shati
Pour les articles homonymes, voir Jabaliya.
Le camp de Al-Shati (arabe : مخيّم الشاطئ) est un camp de réfugiés palestiniens situé dans la partie nord de la bande de Gaza, le long du littoral méditerranéen, près de la ville de Gaza. Le camp occupe une superficie de 727 dounams (72,7 hectares) pour une population d'environ quatre vingt dix mille personnes. Al-Shati est le troisième plus grand camp de réfugiés palestiniens.

## Histoire
Al-Shati fut construit en 1948 pour loger environ 23 000 Palestiniens qui fuyaient les villes de Jaffa, Lod et Beer-Sheva ainsi que les villages environnants pendant la guerre israélo-arabe de 1948-1949 et le camp avait alors une superficie de 520 dounams (52 hectares).
En juin 1967, après la guerre des Six Jours, le camp, qui était avant cette date dans la zone de Gaza, territoire sous gestion égyptienne depuis 1949, fut conquis par l'armée israélienne et en 1971, les autorités israéliennes ont démoli plus de 2 000 logements afin d'élargir la route centrale du camp, pour des motifs de sécurité. En conséquence, environ 8 000 réfugies ont été forcés de quitter le camp pour s'installer au sein du quartier de Sheikh Radwan, dans la ville de Gaza.
Le Bureau palestinien des statistiques a en 2017 compté 40 734 habitants dans ce camp. En juillet  2023, l'agence des Nations unies chargée des secours et des travaux en Palestine (en initiales anglaises : UNRWA) signale une population de 90 173 réfugiés.

### Guerre depuis 2023
En novembre 2023, Al-Shati fut visé par de multiples attaques aériennes, lors de la guerre à Gaza commencée le 7 octobre 2023.
Cinq enfants sont tués le 14 octobre 2024 dans une frappe de drone israélien. 
Au moins 12 personnes sont tuées le 26 octobre 2024 lors de frappes de drones israéliens sur une foule attendant une distribution d’aide humanitaire. 
Neuf personnes, dont une petite fille, sont tuées le lendemain dans une frappe israélienne sur une école transformée en abri.
Le 7 novembre 2024, au moins 12 personnes sont tuées dans une frappe sur une école transformée en refuge.
Le 19 décembre 2024, 13 personnes sont tuées dans une frappe aérienne sur un groupe de personnes essayant de se ravitailler en eau. Le même jour, quatre autres personnes ont été tuées dans le bombardement israélien d'une maison dans l'est de la ville.

## Économie
Avant septembre 2000, quand Israël ferme sa frontière avec la bande de Gaza en raison de la violence de la seconde Intifada, la  majorité des travailleurs du camp d'Al Shati était employée comme travailleurs agricoles, dans des kibboutz et des moshav, en Israël.
Avant la guerre du 7 octobre 2023, quelques habitants travaillaient localement dans des petites échoppes et chez des tailleurs. D'autres familles (comptées au nombre de 2 453 familles) vivaient de la pêche.
Al Shati  disposait également d'un centre de santé, de 17 écoles primaires et 6 écoles d'enseignement secondaire. Un réseau d'égouts était aussi efficient.
Selon l'ONU, près de 80 %  de ces installations seraient détruites à la suite des bombardements intensifs aériens ou terrestres, pratiqués par les forces armées israéliennes, depuis le 10 novembre 2023.

## Personnalités
- Ismaël Haniyeh, chef du bureau politique du Hamas, Premier ministre de l'Autorité palestinienne de 2006 à 2014, assassiné par une frappe israélienne le 31 juillet 2024 à Téhéran.
- Rashid Masharawi, réalisateur habitant à Ramallah.
- Said Seyam, ministre de l'Intérieur dans le gouvernement Ismaël Haniyeh de mars 2006, assassiné par une frappe israélienne le 15 janvier 2009.
- Mosab Abu Toha, écrivain, poète, universitaire et bibliothécaire, prix Pulitzer Commentary 2025